# Луј Армстронг
Луј Армстронг (енгл. Louis Armstrong; Њу Орлеанс, 4. август 1901 — Њујорк, 6. јул 1971) је био амерички џез музичар. Иако се прво прославио свирајући трубу, крајем каријере постао је најпознатији као певач и био је један од најутицајнијих џез певача.
Током своје каријере, постао је највећи џез музичар, неоспорни челник популарне музике 20. века и једна од највећих фигура у историји музике. Армстронга су волели, не само због његовог трубачког талента, невероватно чистог и продорног свирања на труби и специфичног храпавог певања, него и због људске топлине и великодушности, као и због симпатичне особности „великог детета“ које се радује животу и живи за музику.

## Биографија

### Младост
Армстронг је често говорио да је рођен 4. јула 1900. и то је датум који је забележен у бројним биографијама. Иако је умро 1971. тек је средином 1980-их утврђен прави датум рођења 4. августа 1901. Открио га је Тад Џонс
Армстронг је рођен у врло сиромашној породици у Њу Орлеансу, Луизијани, као унук робова. Детињство је провео у сиромаштву, у опасној четврти у горњем делу града Њу Орлеанса, знаној као енгл. Back of the Town, након што је његов отац Вилијам Армстронг (1881–1922) напустио породицу због друге жене, док је Луј био беба. Његова мајка Мари Алберт (1886–1942), напустила је Луја и његову млађу сестру Беатрис Армстронг Колинс (1903–1987), и оставила их на бригу баки Џозефин Армстронг, и повремено ујаку Исаку. Кад је имао пет година вратио се да живи код мајке и њених рођака, а оца је виђао повремено на парадама.
Похађао је школу за дечаке Фиск, где је врло рано био изложен музици. Зарађивао је нешто новца разносећи новине и продајући одбачену храну у ресторанима, али је то било недовољно да би се мајка престала бавити проституцијом. Обилазио је локалне плесне дворане у близни дома, где је видео све врсте плеса, од разузданог плеса до квадриле (егл. quadrille). За додатни новац теглио је угаљ у Сторивилу, познатој четврти црвених светиљки, где је слушао музичке састава у борделима и плесним дворанама, посебно „Pete Lala's“, где је наступао Џо „Кинг“ Оливер, а остали познати музичари су повремено гостовали.
Након што је одустао од школе у узрасту од једанаест година, Армстронг се придружио квартету дечака који су певали на улици за новац. Али почео је упадати у невоље.
Свирач корнета Банк Џонсон је тврдио да је научио Армстронга (тада 11) да свира хонки тонк по уву у „Dago Tony's“ у Њу Орлеансу., иако се неколико година касније Армстронг захвалио за то Оливеру.
Армстронг је ретко гледао на младост као најтежа времена, већ је често црпио инспирацију из тога времена: „Сваки пут када затворим очи док свирам моју трубу - погледам у срце доброг старог Неw Орлеанса... дао ми је разлог да живим“.
Радио је и за литванско-јеврејску имигрантску породицу Карнофскис, која је имала одлагалиште отпада и давала му повремено послове. Прихватили су га и односили се према њему као према делу породице, знајући да је одрастао без оца.

Касније је написао сећања о односу са Карнофскис породицом у делу „Louis Armstrong + the Jewish Family in New Orleans, La., the Year of 1907“. Описује своје откриће како је та породица због свог јеврејског порекла често била дискриминисана од осталих белаца. Армстронг је носио привезак Давидове звезде до краја живота и писао шта је научио њих: „како живети стваран живот и одлучност“.
Утицај породице Карнофски се у Њу Орлеансу осећа кроз Карнофски Пројекат, безпрофитну организацију посвећену прихваћању донираних музичких инструмената и њиховог давања деци која немају прилику да свирају.
Армстронг је озбиљно развио свирање корнета у музичком саставу „New Orleans Home for Colored Waifs“ (Дом за тамнопуте бескућнике), где је боравио у више наврата због деликвенције, најдуже након што је пуцао у ваздух из очуховог пиштоља на новогодишњем слављу, према полицијском запису. Професор Питер Дејвис, који је често навраћао у дом на захтев управника, капетана Џозефа Џонса код младог Армстронга увео је дисциплину и музичко образовање.
Након неког времена, Давис је Армстронга поставио за вођу музичког састава. Музички састав Дома наступао је у околини Њу Орлеанса и тринаестогодишњи Луј почео је да привлачи пажњу свирањем корнета, чиме је започела његова музичка каријера. При узрасту од четрнаест година пуштен је из Дома, те је наставио да живи са оцем и новом маћехом, а уједно и поновно на улици, пред искушењима. Армстронг је први посао добио у плесној дворани „Henry Ponce’s“, где је Блек Бени постао његов заштитник и водич. Дању је теглио угаљ, а ноћу је свирао корнет.
Наступао је у градским честим парадама лимене музике, где је слушао старије музичаре, кад год је имао прилику. Тако је учио од Банка Џонсона, Бади Петита, Кида Ори, а понајвише од свих, Џоа „Кинг“ Оливера, који му је био ментор.
Касније је наступао у саставима лимене музике, те речним бродовима на Њу Орлеансу, а почео је да путује са тада познатим музичким саставом „Fate Marable“, који је наступао по паробродима на реци Мисисипи. Време проведено са саставом називао је похађањем универзитета, јер је стекао велико искуство у раду са писаним аранжманима. Године 1919. Џо Оливер се запутио на север и напустио место у музичком саставу Кид Орија, те га је заменио Армстронг. Постао је и друга труба за друштвени састав лимене музике „Tuxedo Brass Band“.

### Каријера
Луј је 19. марта 1918. оженио Дејзи Паркер из градића Гретна, Луизијана. Усвојили су трогодишњег дечака Кларенса Армстронга, чија је мајка била Лујова рођака Флора, а која је преминула убрзо након порода. Кларенс Армстронг је био ментално ретардиран, као резултат озледе главе и Луј је провео остатак живота бринући се за њега. Лујов брак са Паркеровом брзо се распао. Недуго након развода она је преминула.
Кроз наступе на речним бродовима Армстронгово музичко знање се проширило. При узрасту од двадесет година, научио је да чита музику и почео је да наступа са соло деоницама на труби. Био је један од првих џез музичара који су тако наступали, те је с временом придодавао властиту особност и стил у соло деонице. Научио је да ствара властити звук те је почео да користи певање и лупкање у својим наступима.
Године 1922. Армстронг се прикључио егзодусу у Чикагу, где га је позвао ментор Џо „Кинг“ Оливер, да се придружи саставу „Creole Jazz Band“ и где је могао довољно да заради да остави дневни посао. Било је то време напретка у Чикагу, те иако су расни односи били лоши, „Ветровити град“ је био пун послова за тамнопуте људе, који су довољно зарађивали у фабрикама и имали довољно да троше на забаву.
Оливеров бенд је био најбољи и најутицајнији музички састав у Чикагу почетком 1920-их, и у то време Чикаго је био средиште џез свемира. Армстронг је у Чикагу живео као краљ у властитом стану са приватном купатилом (први пут у свом животу). Иако узбуђен због тога што се налазио у Чикагу, започео је да пише носталгична писма пријатељима у Њу Орлеансу, што се наставило до краја каријере. Како је Армстронгова репутација расла, често су га изазивали на свирачке обрачуне.
Армстронг је снимио прве снимке за издавачке куће Gennett Records и Okeh Records 1923, док је свирао други корнет у Оливеровом бенду. У то време је упознао Хогија Кармајкла (с којим ће касније сарађивати), преко пријатеља Бикса Бајдербека, који је имао свој музички састав.
Лил и њен супруг свирали су и класичну музику на црквеним концертима како би проширили његову вештину и унапредили своје соло наступе. Подстицала га је да се модерније облачи како би изгледао боље и како би се прикрио његов растући обим.
Армстронг је уживао у сарадњи са Оливером, али је Лујова друга супруга, пијанисткиња Лил Хардин Армстронг, инсистирала да потражи бољу зараду, те да развије новији стил подаље од Оливеровог утицаја. Армстронг је послушао њен савет, те је напустио бенд 1924. Убрзо након тога, Армстронг је добио позив да оде у Њујорк Сити и свира у музичком саставу Fletcher Henderson Orchestra, водећем афроамеричком музичком саставу тог времена. Армстронг је прешао на трубу, како би се боље уклопио са осталим музичарима своје секције.
Армстронг се брзо прилагодио Хендерсоновом стилу, свирајући трубу и експериментишући са тромбоном. Остали чланови бенда брзо су прихватили Армстронгов емотивни, изражајни пулс. Његови наступи почели су да садрже певање и причање прича о ликовима из Њу Орлеанса.
Хендерсонов оркестар наступао је у најбољим местима искључиво за белце, као што је нпр. познати Roseland Ballroom, где је аранжмане радио Дон Редман. Дјук Елингтонов оркестар је ишао у Роузланд како би видели Армстронгове наступе, а млади свирачи су узалудно покушавали да свирају боље од њега.
У то време, Армстронг је снимио бројне снимке које је аранжовао стари пријатељ из Њу Орлеанса, пијаниста Кларенс Вилијамс; били су то снимци са малим џез музичким саставом „Вилијамс Блуе Фајв“ и серија са блуз певачицама као што су Беси Смит, Ма Рејни и Алберта Хантер.
Након свирања по Њујорку, Армстронг се вратио у Чикаго 1925, углавном на наговарање супруге, која је хтела да побољша приходе и Амстронгову каријеру. Он је Њујорку био задовољан, али је касније признао да је била у праву, те да је Хендерсонов оркестар ограничавао његов уметнички рад. У јавности га је често називала „Најбољи свирач трубе на свету“, на његово разочарање. На почетку је био члан музичког састава „Лил Хардин Армстронг Банд“ и радио је за супругу.
Под властитим именом почео је да снима за фирму Okeh са својим познатим музичким саставима „Louis Armstrong and his Hot Five“ и „Louis Armstrong and his Hot Seven“. Тада су настали хитови попут „Potato Head Blues“, „Muggles“ и „West End Blues“. Музика песме „West End Blues“ постала је стандард и агенда за џез у следећим годинама.
Групу су чинили Кид Ори (тромбон), Џони Додс (кларинет), Џони Ст. Кир (бенџо), супруга Лил на клавиру и обично без бубњара.
Армстронгов начин вођења бенда био је врло једноставан, тако је Ст. Кир записао: „Радећи с њиме човек се осећао тако опуштеним, а он је био врло широкоуман... увек се трудио да свакога истакне појединачно.“)
Његови снимци са пијанистом Ерлом „Фата“ Хајнесом (најпознатији њихов дует из 1928. „Weatherbird“) и Армстронгов увод трубом у „West End Blues“ остали су једни од најпознатијих и најутицајнијих џез импровизација у историји.
Армстронг је сада био слободан да развије свој властити стил како је желио, који је укључиво велике дозе живахног говора као што су „whip that thing, Miss Lil“ и „Mr. Johnny Dodds, Aw, do that clarinet, boy!“
Армстронг је наступио и у квинтету „Erskine Tate’s Little Symphony“, који је углавном наступао у позоришту Vendome Theatre. Свирали су музику за неме филмове и наступе уживо, искључујући и џез верзије класичне музике попут „Madame Butterfly“, што је Армстронгу дало искуство са дужим облицима музике и вођењу пред великом публиком. Почео је са скет-певањем (импровизовани вокални џез користећи речи без смисла) и први је који је снимио скет 1926. на песми „Heebie Jeebies“.
Снимак је био толико популаран да су постали најпознатији џез музички састав у САД, иако састав није много наступао уживо. Млади музичари, без обзира на боју коже окренули су се новом Армстронговом типу џеза.
Након раздвајања од Лил, Армстронг је почео да наступа у „Sunset Caféu“ за Ал Капонеовог сурадника Џоа Глејсера у музичком саставу „Carroll Dickerson Orchestra“, са пијанистом Ерл Хајнсом. Састав је убрзо преименован у „Luis Armstrong and his Stompers“, иако је Хајнс био музички директор и Глејсер менаџер оркестра. Хајнс и Армстронг су брзо постали пријатељи као и успешни сарадници.
Армстронг се вратио у Њујорк 1929, где је свирао у оркестру за успешан мјузикл „Hot Chocolate“, који су написали Анди Разаф и композитор/пијаниста Фатс Волер. Појављивао се и као вокалиста, глумећи самога себе, те је редовно „крао шоу“ са својом извођењем песме „Ain't Misbehavin' “, која је његов најбоље продавани снимак до данас.
Армстронг је почео да наступа у ноћном клубу „Connie's Inn“ у Харлему, главном ривалу клуба „Cotton Club“, месту за темељно припремљене наступе и параван за гангстера Дача Шулца.
Армстронг је имао доста успеха са вокалним снимцима, посебно његова верзија познате песме коју је написао његов пријатељ Хоги Кармајкл. Његови снимци из 1930-их искористили су нови тип РЦА микрофона, представљеног 1931, који је вокалима давао посебну топлину и убрзо постао интринзични део „crooning“ звука уметника попут Бинга Кросбија. Армстронгова интерпретације Хоги Кармајклове песме „Stardust“ постала је најуспешнија верзија песме, која је демонстрирала Армстронгов јединствен глас и стил, те иновативни начин извођења песама које су већ постале стандардне. Армстронгова радикална прерада Сидни Ародинове и Кармајклове песме „Lazy River“ (снимљене 1931) обухватила је многа иновативна обележја његовог приступа мелодији и фразирању. Песма започиње кратком соло деоницом трубе, тада главна мелодија започиње јецајућим роговима, меморабилно испрекидана Армстронговим мумљајућим убацивањима на крају сваког такта: „Yeah! ..."Uh-huh" ..."Sure" ... "Way down, way down.“ У првом стиху, игнорише записану мелодију у потпуности и пева као да свира соло трубу, наглашавајући већи део прве линије на свакој ноти и користи снажно синкопирајуће фразирање. У другој строфи прелази готово у потпуности у импровизовану мелодију, која касније еволуира у класични одломак Армстронговог скат певања.
Као и код свирања трубе, Армстронгове вокалне иновације послужиле су као темељ уметности џез вокалне интерпретације. Уникатно храпав колорит његовог гласа постао је музички архетип који је бесконачно имитиран и опонашан. Његово скат пјевање обогаћено је неупоредивим искуством соло трубача. Његов резонантни, баршунасти дубљи тон и прскутава модулација гласа на песмама као што је „Lazy River“ имала је велики утицај на младе беле певаче попут Бинга Крозбија.
Велика депресија почетком 1930-их одразила се јако на џез сцени. Клуб Cotton Club затворен је 1936. и многи музичари су након тога престали у потпуности да свирају. Бикс Бајдербек је умро, музички састав Флечера Хендерсона се распао. Кинг Оливер је снимио неколико плоча, иако се мучио. Сидни Бечет постао је кројач, а Кид Ори се вратио у Њу Орлеанс, где је узгајао пилиће.
Армстронг се преселио у Лос Анђелес 1930. тражећи нове прилике. Наступао је у клубу New Cotton Club у Лос Анђелесу са Лионелом Хамптоном на бубњевима. Састав је привлачио људе из Холивуда, коју су још увек могли да приуште раскошни ноћни живот, док су радијска јављања повезивала Амстронга са млађом публиком. Бинг Крозби и многе звезде били су редовни гости клуба. Године 1931. Армстронг се појавио по први пут у флиму „Ex-Flame“. Армстронг је осуђен за поседовање марихуане, али му је казна умањена.
Вратио се у Чикаго касније 1931, а затим је отишао у Њу Орлеанс, где је дочекан попут јунака. Спонзорисао је локални бејзбол тим „Armstrong’s Secret Nine“. По њему је названа врста цигарета. Убрзо је кренуо на турнеју жиром земља, али како би избегао утицај организованог криминала, одлучио је привремено борави у Европи. Након повратка у САД, запутио се на неколико исцрпљујућих турнеја. Његове агент Џони Колинс својим понашањем и потрошњом оставио је врло мало зарађеног новца Армстронгу. Одлучио се да му нови менаџер буде Џо Глејзер, који је својим познанствима и везама са мафијом, почео да решава Армстронгове нагомилане праве проблеме и дугове. Армстронг је због начина свирања, почео да се суочава са проблемом са прстима и уснама, те се због тога више бавио вокалним наступима и први пут је наступио у позоришту.
Поновно је наступао у филмовима, од којих је један био Крозбијев хит из 1936. „Pennies from Heaven“. Године 1937. Армстронг је наступио као замена Руди Валеа на мрежи ЦБС, и постао први афроамерички водитељ на спонзорисаној националној емисији. Развео се од Лил 1938. и оженио дугогодишњу девојку Алфа. Након неколико година на турнеји, Армстронг се трајно настанио у Квинсу у Њујорку 1943. са четвртом супругом Лусил. Иако је често био предмет хирова издавача „Tin Pan Alley“ и музичког посла којим су доминирали гангстери, као и расних предрасуда, наставио је да развија своју музику. Снимио је песму Хогија Кармакла „Rockin' Chair“ за Okeh Records.
Током следећих тридесетак година, Армстронг је свирао на више од три стотине наступа годишње. Потражња за „великим бендовима“ током 1940-их је опадала због промена укуса публике; плесне дворане су се затварале, а телевизија је доносила конкуренцију осталих врста музике које су постајале све популарније. У новим условима постало је финансијски немогуће да се одржава шеснаесточлани музички састав.

### 
Након врло успешног концерта малог џез музичког састава у градској сали Њујорка 17. маја 1947. у којем је наступио Армстронг са тромбонистом/певачем Џеком Тигарденом, Армстронгов менаџер Џо Глејзер је распустио Амстронгов биг банд 13. августа 1947. и оформио мали шесточлани музички састав, који су сачињавали Армстронг, Тигарден, Ерл Хајнс и остали водећи музичари, од којих су већина били бивше вође великих бендова. Први наступ новог музичког састава био је у клубу Billy Berg's Supper Club.
Назив музичког састава је био „Louis Armstrong and his All Stars“, а повремено су га сачињавали Ерл Хајнс, Барни Бигард, Едмонд Хол, Џек Тигарден, Трами Јанг, Арвел Шо, Били Кајл, Марти Наполеон, Биг Сид Кејтлет, Кози Кол, Тајри Глен, Барет Димс, Џо Даренсбург и Дени Барцелона.
Током тог времена Армстронг је наступио у преко тридесет филмова и снимио бројне снимке. Био је први џез музичар који се појавио на насловној страни часописа Тајм 21. фебруара 1949.
Године 1964. снимио је своју најпродаванију плочу „Hello, Dolly!“. Песма је постала број један на музичким лествицама поп музике, чиме је Армстронг (у својој 63. години) постао најстарија особа које је то остварила. На путу је оборио Битлсе са првог места, где су се налазили 14 недеља заредом са три различите песме.
Армстронг је учестало наступао на турнеји све до неколико година пред смрт 1971. Наступао је успешно по Африци, Европи и Азији под покровитељством министарства спољашњих послова САД (US State Department), те је тако зарадио надимак „амбасадор Satch“. Иако је његово нарушено здравље ограничавало број наступа у последњим годинама живота, наступао је све до своје смрти, кад год је могао.

### Смрт
Армстронг је преминуо од срчаног удара у сну 6. јула 1971, месец дана пре 70-тог рођендана, и 11 месеци након познатог наступа у хотелу „Waldorf-Astoria“. У време смрти живео је у четврти Корона, делу Квинса, у Њујорку.
Сахрањен је на гробљу Флушинг у Квинсу, Њујорк. Почасни носачи ковчега су били Бинг Кросби, Ела Фицџералд, Дизи Гилеспи, Перл Бејли, Конт Баси, Хари Џејмс, Франк Синатра, Ед Суливан, колумниста Ерл Вилсон, комичар Алан Кинг, Џони Карсон и Давид Фрост. На погребу је Пеги Ли отпевала молитву "Оче наш", док је Ал Хиблер извео песму „Nobody Knows the Trouble I've Seen“, а дугогодишњи пријатељ Фред Робинс, држао је говор на погребу.

## Филмови и ТВ
Армстронг се појавио у више од дванаест холивудских филмова, где је обично глумио вође музичких састава или музичаре. Његова најпознатија улога је вође музичког састава и наратора у музичком филму из 1956. „High Society“, где је отпевао насловну песму и дует са Бингом Кросбијем „Now You Has Jazz“. Године 1947. глумио је самога себе у филму „New Orleans“ уз Били Холидеј, који говори о пропадању четврти Сторивил и егзодусу музичара из Њу Орлеанса у Чикагу. У филму „The Five Pennies“ из 1959. (прича о свирачу корнета Реду Николсу), Армстронг је глумио самог себе, где је отпевао и одсвирао неколико класичних музичких дела. Армстронг је глумио уз Џејмса Стјуарта у филму „The Glenn Miller Story“ у којему Глен (којега глуми Стјуарт) свира са Армстронгом и неким другим истакнутим музичарима тога времена. Године 1969. Армстронг је имао камео улогу у филмској верзији „Hello, Dolly!“ као вођа музичког састава, Луј, где је отпевао насловну песму са глумицом Барбром Страјсенд.

## Лични живот

### Надимак
Надимци Satchmo и Satch скраћено је од Satchelmouth. Попут многих ствари у Армстронговом животу, који је препун сликовитих прича било истинитих или измишљених, од којих је многе он испричао, надимак има неколико могућих порекала.
Најчешћа прича коју причају бројни биографи је о времену када је као младић плесао на улицама Њу Орлеанса за ситниш. Док је плесао подигао би новац са улице и ставио га у уста како му га снажнији дечаци не би украли. Неко му је дао име „satchel mouth“, јер су му уста служила као „satchel“, што је енглеска реч за торбу. Друга прича говори да је због великих уста добио назив „satchel mouth“, што је касније постало скраћено Satchmo.
На почетку су га називали и Dipper, скраћено од Dippermouth, референца на песму . и на његов необичан положај усана приликом свирања (енгл. embouchure).
Надимак Pops долази од тога што је често заборављао имена других људи, те им се обраћао са „попс“. Надимак се убрзо почео односити на Армстронга. Писац Тери Тичот, користио је овај надимак као наслов биографије из 2010.

### Религија
Када су га питали о вери, Армстронг би одговарао да је одгајан као баптист, да је увек носио Давидову звезду, и да је пријатељ са Папом. Армстронг је носио Давидову звезду у част породице Карнофски, која га је прихватила док је био дете и позајмила му новац да купи први корнет. Луј Армстронг је крштен као католик у цркви Sacred Heart of Jesus Church у Њу Орлеансу, и упознао је папе Пије  и Пије , иако нема доказа да би се сматрао католиком. Чини се да је Армстронг био толерантан према различитим религијама, али је налазио и хумор у њима.

## Награде и почасти
Армстронгу је постхумно додељена награда Grammy Lifetime Achievement Award 1972.
Године 1965. добио је Греми у категорији за поп музику, најбоље мушко извођење за песму „Hello, Dolly!“. Армстронгове плоче су добиле награду Grammy Hall of Fame Award, што је посебна категорија награде Греми, која се почела додељивати 1973. у част плоча које су барем старе двадесет пет година, те имају историјски или квалитативни значај.
|                |        |                |         |                 |                                        |
| Година снимања | Наслов | Жанр           | Издавач | Година уврштења | Напомена                               |
| 1929.          |        | Џез (сингл)    |         | 2008.           | са Беси Смит                           |
| 1928.          |        | Џез (сингл)    |         | 2008.           | са Ерлом Хајнсом                       |
| 1930.          |        | Кантри (сингл) |         | 2007.           | Џими Роџерс (Луј Армстронг)            |
| 1932.          |        | Џез (сингл)    |         | 2005.           |                                        |
| 1958.          |        | Џез (албум)    |         | 2001.           | са Елом Фицџералд                      |
| 1964.          |        | Поп (сингл)    |         | 2001.           |                                        |
| 1926.          |        | Џез (сингл)    |         | 1999.           |                                        |
| 1967.          |        | Џез (сингл)    |         | 1999.           |                                        |
| 1955.          |        | Џез (сингл)    |         | 1997.           |                                        |
| 1925.          |        | Џез (сингл)    |         | 1993.           | Беси Смит са Лујом Армстронгом, корнет |
| 1928.          |        | Џез (сингл)    |         | 1974.           |                                        |

Институција „Дворана славних рокенрола“ је уврстила Армстронгову песму „West End Blues“ на попис 500 песама које су обликовале рокенрол.
Године 1995. пошта САД издала је комеморативну поштанску марку са Лујом Армстронгом од 32 америчка цента.
На стогодишњицу Армстронговог рођења 4. августа 2001. ваздушна лука у Њу Орлеансу, названа је њему у част Louis Armstrong International Airport.
Кућа у којој је Луј Армстронг живео отприлике 28 година проглашена је националном историјском знаменитости (енгл. National Historic Landmark) 1977. и данас је музеј.
Музеј „Кућа Луја Армстронга“ налази се у делу Квинса који се назив Корона, адреса 34-56 107. улица (између 34. и 37. авеније.) У музеју се налазе концерти и образовни програми, те бројни записи, књиге, снимци доступни јавности за истраживање. Музејом управља универзитет City University of New York's Queens College, према опоруци Лусил Армстронг. Музеј је отворен јавности 15. октобра 2003.